# Nils Wilhjelm
Nils Wilhjelm (* 17. Juni 1936 in Kopenhagen; † 5. März 2018 in Nykøbing Falster, Guldborgsund Kommune, Region Sjælland) war ein dänischer Politiker der Konservativen Volkspartei KF (Det Konservative Folkeparti), der unter anderem zwischen 1986 und 1989 Industrieminister sowie von 1987 bis 1989 Mitglied des Folketing war. 2006 wurde ihm die grönländische Verdienstmedaille Nersornaat verliehen.

## Leben
Nils Wilhjelm, Sohn des Oberingenieurs Erik Wilhjelm und dessen Ehefrau Grete Wilhjelm, begann nach dem Besuch des Holte-Gymnasiums 1955 ein Studium der Forstwirtschaft, welches er 1963 als Forstkandidat Cand. silv. (Candidatus silvinomiæ) beendete. Im Anschluss war er zwischen 1963 und 1967 Wissenschaftlicher Mitarbeiter der Forstabteilung der Königlichen Veterinär- und Landwirtschaftshochschule (Den Kongelige Veterinær- og Landbohøjskole) sowie zugleich von 1965 bis 1967 Manager der Bruun Madsen Wilhjelm A/S. Er wurde 1966 Eigentümer des Anwesens Orenæs im Maribo Amt, der späteren Nørre Alslev Kommune, und war zwischen 1967 und 1968 Berater der Crown Zellerbach Corp. in den USA war. Zugleich wurde er 1966 Mitglied des Aufsichtsrates von Royal Greenland und gehörte diesem bis 2002 an. Während er von 1970 bis 1986 sowohl als Direktor der Junckers Industrier A/S als auch der A/S Sylvadan war, fungierte er zwischen 1983 und 1986 als Geschäftsführender Direktor der Incentive A/S. Des Weiteren engagierte er sich im Industrierat (Industrirådet) und war zunächst bis 1982 bis 1983 Vorsitzender von dessen Ausschuss für Geschäftspolitik sowie daraufhin zwischen 1983 und 1986 Vorsitzender des Industrierates.
Als Nachfolger von Ib Stetter übernahm Wilhjelm in der Regierung Schlüter I am 12. März 1986 das Amt des Industrieministers (Industriminister) und bekleidete dieses auch in der Regierung Schlüter II (10. September 1987 bis 3. Juni 1988) sowie vom 3. Juni 1988 bis zu seiner Ablösung durch Anne Birgitte Lundholt am 2. Dezember 1989 auch in der Regierung Schlüter III. Am 8. September 1987 wurde er für die Konservative Volkspartei KF (Det Konservative Folkeparti) Mitglied des Folketing und vertrat dort bis zum 12. Dezember 1989 den Wahlkreis Frederiksborg Amtskreds.
Nach seinem Ausscheiden aus der Regierung wurde Nils Wilhjelm 1990 Direktor des Industriens Realkreditfond und war zugleich zwischen 1998 und 2003 Vorsitzender des Aufsichtsrates von Greenland Tourism. Weiterhin war er Vorstandsmitglied von Baltica Forsikring und der Baltica Holding. 2006 wurde ihm die grönländische Verdienstmedaille Nersornaat verliehen.

## Hintergrundliteratur
- Søren Funch, Henrik Tüchsen: Mærsk Formanden. Michael Pram Rasmussen, 2012, ISBN 978-8-7713-7386-8 (Onlineversion (Auszug))
- Ulrik Dahlin, Arne Gaardmand, Peter Johannes Schjødt, Erik Valeur: Magtens bog, 2018, ISBN 978-8-7400-3814-9 (Onlineversion (Auszug))
- Jan Cortzen: Kemi og købmandskab. Danisco – Danmarks største industrifusion, 2018, ISBN 978-8-7260-0199-0 (Onlineversion (Auszug))
- Lars Søndergård: Dansk industri – fortid eller fremtid?, 2023, ISBN 978-8-7267-7017-9 (Onlineversion (Auszug))